# Dasoclema siamensis
Dasoclema es un género de plantas fanerógamas con una especie perteneciente a la familia de las anonáceas. Su única especie:  Dasoclema siamensis (Craib) J.Sinclair , es nativa del sudeste de Asia.

## Taxonomía
Dasoclema siamensis fue descrita por (Craib) J.Sinclair y publicado en Gardens' Bulletin, Straits Settlements 14: 273, en el año 1955.
Sinonimia
- Monocarpia siamensis Craib basónimo[3]